# Jay Vine
Jay Vine (Townsville, Queensland, 16 de novembro de 1995) é um ciclista australiano que compete com a equipa UAE Team Emirates

## Biografia

### Inícios
Nascido em Townsville , começa a sua carreira em bicicleta de montanha. Estreiou em estrada em agosto de 2017, durante a Volta do Vale do Rei.
Em 2018, terminou quinto na general na Volta do Vale do Rei, um evento do calendário australiano.

### Carreira profissional
Em 2019, uniu-se ao Nero Bianchi, uma equipa australiano. Depois dedicou-se totalmente à estrada. Participou na Gravel and Tar, corrida da UCI onde terminou undécimo. No processo, participou no New Zealand Cycle Classic, também uma corrida UCI, onde se localizou terceiro na classificação geral. Em particular, terminou segundo na quarta etapa. Provou sorte a 40 quilómetros da meta, acompanhado do líder da classificação geral Aaron Gate. No último quilómetro, Jesse Featonby conseguiu unir-se a eles antes de ganhar a etapa. Terminou sétimo no campeonato de rota de Oceania. No calendário australiano, ganhou o Baw Baw Classic, a classificação geral e uma etapa do Tour of the Tropics e terminou terceiro no Tour of Tweed.
Em 2020, durante o Herald Sun Tour, finalizou quinto na classificação geral. No calendário australiano, ganhou duas etapas do Tour de Tweed que terminou em segundo lugar na classificação geral. Supunha-se que incorporar-se-ia à equipa ARA Pro Racing Sunshine Coast para o ano 2021. Mas ganhou a Academia Zwift que lhe permitiu obter um contrato profissional na equipa continental profissional Alpecin-Fenix.
Arrancou com suas novas cores na Volta à Turquia onde despuntó na quarta etapa, a etapa rainha com um segundo posto, em solitário por trás de José Manuel Díaz Gallego. Ocupou o segundo posto da classificação geral final, também precedido pelo ciclista espanhol.
Caiu no último descida antes da ascensão final da segunda etapa da Volta à Andaluzia. Passou a noite no hospital e não partiu ao dia seguinte. Retomou a competição em agosto onde terminou quinto na última etapa do Tour de Burgos, quando voltou a chegar ao mais alto. Retomou a competição em agosto onde terminou quinto na última etapa da Volta a Burgos, quando voltou a chegar ao mais alto.
Foi seleccionado pela sua equipa para tomar a saída da Volta a Espanha, sua primeira corrida do World Tour e sua primeira grande volta. a 27 de agosto de 2021 sua equipa anunciou a extensão de seu contrato para as temporadas 2022 e 2023. Ao dia seguinte, apesar de uma queda durante a décima-cuarta etapa, ocupou o 3.er lugar.

## Palmarés

### Estrada
- 2022
  - 2 etapas da Volta a Espanha

### E-Sports
- 2022
  - Campeonato Mundial E-Sports

## Resultados em Grandes Voltas
| Corrida | Corrida         | 2020 | 2021 | 2022 |
| ------- | --------------- | ---- | ---- | ---- |
|         | Giro d'Italia   | —    | —    | —    |
|         | Tour de France  | —    | —    | —    |
|         | Volta a Espanha | —    | 73.º |      |

―: não participa
Ab.: abandono

## Equipas
- Nero Continental (2020)
- Alpecin (2021-)
  - Alpecin-Fenix (2021-2022)[15]
  - Alpecin-Deceuninck (2022[16]-)